# Keke Rosberg
Keijo Erik Rosberg (født 6. december 1948 i Solna, Sverige), bedst kendt som Keke Rosberg, er en finsk tidligere racerkører og vinder af verdensmesterskabet i Formel 1-klassen 1982. Rosberg voksede op i Oulu og Iisalmi i Finland.
Han debuterede sent som Formel 1 kører i en alder af 29 år for det daværende Theodore team i 1979. Han skiftede siden til Williams team'et, og i sin første sæson for Williams vandt Rosberg Formel 1 serien. Han skiftede et par sæsoner senere til Team McLaren uden dog at vinde VM-titlen igen. Han trak sig tilbage fra Formel 1 efter slutningen af 1986-sæsonen. 
Rosberg gjorde comeback i motorsporten i 1989 i løbet Spa 24 Hours og kørte en række løb i blandt andet Le Mans og den tyske DTM-serie. Rosberg etablerede sit eget hold i DTM-serien, Team Rosberg, som var aktivt i årene frem til 2006.
Keke Rosbergs søn Nico Rosberg er Verdensmester i Formel 1 2016 og valgte herefter at trække sig tilbage som aktiv kører.